# Forêt de la Hardt
Pour les articles homonymes, voir Hardt.
La Hardt (ou Harth), en France, est une forêt de plaine caractérisée par une certaine sécheresse (six cents millimètres de pluie par an dans la partie nord). C'est une des régions naturelles d'Alsace. Elle s'étend de Kembs jusqu'à Colmar, entre l'Ill et le Rhin, sur l'ancien cône de déjection glaciaire du Rhin.

## Géographie
Couvrant environ treize mille hectares, c'est la deuxième forêt d'Alsace, derrière celle de Haguenau. Elle se développe sur l'ancien cône de déjection glaciaire du Rhin.
Propriété de l'État, elle est recensée comme zone de protection spéciale Natura 2000. Elle constitue non seulement la plus grande charmaie naturelle d'Europe, mais abrite également des pelouses steppiques très rares en Europe occidentale.
Le chêne sessile est l'autre essence dominante, au milieu de quelques pins et arbres fruitiers (cormier, merisier, alisier).
La faune qu'on y rencontre est constituée d'espèces communes[évasif] : chevreuils, sangliers, lapins ; on y trouve cependant aussi quelques espèces remarquables comme la bondrée apivore, le pic mar, la huppe fasciée, le lucane cerf-volant.

## Histoire
Propriété des Habsbourg, la Hardt est revenue à Louis XIV à l'issue de la guerre de Trente Ans.

### Seconde Guerre mondiale
La forêt de la Hardt a vu l'un des épisodes les plus meurtriers de la libération de l'Alsace entre le 28 novembre et le 3 décembre 1944. Tout débute le 19 novembre 1944, lorsque la 1ère armée française entre en Alsace. En face, la 19e armée allemande commandée par le général Wiese qui a ordre de Hitler de maintenir ses positions et repousser l'ennemi.
L'armée française envisage de déborder la ligne de front ennemie par la forêt de la Hardt tout en prenant possession du pont de Chalampé qui est un pont stratégique, puisque c'est l'unique voie d'approvisionnement de l'armée allemande, déjà affaiblie et manquant de munitions. Le 28 novembre, les combats sont encourageants pour les Français ; le 30 novembre, le 3e escadron du 9e RCA en renfort tient le pont du Bouc et prend position au lieu-dit de Grünhütte.
À l'aube du 3 décembre, pendant une heure, un déluge de fer et de feu s'abat sur les troupes françaises, le pont de Bouc est tenu, coûte que coûte, sur l'ordre de défendre le pont. Ce sont pas moins de 15 000 obus qui se sont échangés entre positions. C'est une hécatombe, mais l'armée française a tenu le pont et libéré les villages voisins, progressivement.
Les combats de la Hardt sont durs pour l'armée française dont la progression a été brutalement ralentie.
A l'ordre de l'armée.Décision n° 569 Extrait du journal Officiel du 29 avril 1945
La 9 ème division d'infanterie coloniale
Magnifique Division d'attaque qui,sous les ordres du Général Morlière et du Général Salan,vient de couvrir de gloire au cours de l'offensive victorieuse qui,déclenchée le 20 janvier,a amené la résorption totale de la poche allemande de Colmar.Malgré la résistance acharnée de l'ennemi,les réactions incessantes de ses blindés et les difficultés considérables du au terrain et aux circonstances atmosphériques,a conquis pied à pied toute la banlieue et la cité nord de Mulhouse,repoussant toutes les unités qui lui étaient opposées.Puis,franchissant l'Ill de vive force par une solide tête de pont qui lui a permis de poursuivre rapidement sa marche sur le Rhin,à parachevé cette tâche en nettoyant la forêt de la Hardt infestée de mines et de pièges,assurant ainsi les rives du Rhin,le rejet définitif de l'armée allemande hors du territoire alsacien.A,au cours de ces vingt journées de combat ininterrompus ,infligé à l'ennemi des pertes extrêmement lourdes et capturé près de 2500 prisonniers ainsi qu'un important matériel de guerre.   Signé le Général de GAULLE
Ce n'est qu'en février 1945 que les dernières poches de résistance allemande sont débusquées.